# Friedrich August Göttling
Johann Friedrich August Göttling, född den 5 juni 1753 i Derenburg, Preussen, död den 1 september 1809 i Jena, Sachsen-Weimar, var en tysk kemist. Han var far till Karl Wilhelm Göttling.
Göttling studerade farmaci i Langensalza under Johann Christian Wiegleb och arbetade från 1775 vid Hofapotheke (hovapoteket) i Weimar. Från 1785 studerade Göttling naturvetenskap vid universitetet i Göttingen. År 1789 utnämnde Johann Wolfgang von Goethe honom till extra ordinarie professor i filosofi med undervisningsskyldighet i kemi vid universitetet i Jena. Han var en av de första vetenskapsmän i Tyskland som avvisade flogistonteorin och anslöt sig till den nya kemi som introducerades av Lavoisier. Bland Göttlings lärjungar märks Karl Wilhelm Gottlob Kastner.